# Hippotrague noir
Hippotragus niger
Répartition géographique
Espèce
Statut de conservation UICN

 LC  : Préoccupation mineure
Statut CITES
L'hippotrague noir (Hippotragus niger) ou Antilope noire est un mammifère herbivore de la famille des bovidés (sous-famille des hippotraginae) qui habite la savane boisée de l'Afrique australe sur une zone qui couvre le Mozambique, la Tanzanie, le Zimbabwe, le nord du Botswana, la Zambie, la Namibie, l'Afrique du Sud, le sud de la République démocratique du Congo et le sud-est de l'Angola.
Il existe plusieurs sous-espèces :
- H. n. niger, au sud du Zambèze,en Namibie et en Afrique du Sud ;
- H. n. kirkii, au nord du Zambèze ;
- H. n. variani, dans le centre de l'Angola, l'hippotrague noir géant particulièrement menacé ;
- H. n. roosevelti, dans l'arrière-pays côtier de la Tanzanie et au sud-est du Kenya.

Cependant cette division est remise en cause, H. n. variani, H. n. kirkii et H. n. niger présentant un ADN très proche.

## Description
L'Hippotrague noir mesure 115 à 145 cm au garrot, pour une longueur du corps de 190 à 250 cm. Les mâles sont plus lourds que les femelles : celui des femelles varie de 180-230 kg contre 200-270 kg pour les mâles. 
C’est un animal à l’encolure épaisse, au long museau étroit, aux oreilles pointues (non terminées par un toupet comme chez la rouanne). Il porte une crinière dressée et ce jusqu’au garrot et une queue longue qui se termine par une touffe. L'hippotrague noir est facilement reconnaissable à son pelage : noir profond pour les mâles et marron pour les femelles. L'abdomen, l’intérieur des membres postérieurs, le fessier et une partie de la face sont blancs chez les deux sexes.
Mâles et femelles portent de hautes cornes cerclées qui sont fortement recourbées vers l'arrière pour les mâles et moins pour les femelles, les cornes des Hippotrague noir mesurent environ 100 à 120 cm, mais elles sont plus petites et plus fines chez la femelle.

## Comportement
Ce sont des animaux diurnes mais qui ont une activité réduite pendant la chaleur du jour. Les hippotragues noirs sont grégaires, plusieurs sortes de troupeaux se forment :
- les troupeaux des femelles et de leur petit ;
- les troupeaux des jeunes mâles célibataires et non territoriaux ;
- les troupeaux plus vieux, célibataires et non territoriaux ;
- et enfin les mâles isolés territoriaux qui laissent les autres paître mais n'acceptent pas d'autres mâles territoriaux sur leur territoire.

Si deux mâles territoriaux se rencontrent, l'affrontement a lieu. Les hippotragues sont courageux et robustes, un mâle blessé continue de se battre même à terre.
La taille des troupeaux varie en fonction des saisons. Les hippotragues noirs étant herbivores, ils se rassemblent en saison sèche près des rares points d'eau et se dispersent en saison humide où l'herbe est abondante.
On trouve généralement l’hippotrague noir dans la forêt claire ou sur la savane alentour, là où l'herbe est assez haute. Il évite la forêt épaisse autant que l'herbe rase de la savane. Il supporte moins bien la sécheresse que beaucoup d'autres antilopes, et s'éloigne rarement de l'eau.

## Nourriture
Herbivore, ruminant, le groupe parcours des pâturages s'étendant sur 10 à 320 km2, suivant la qualité de l'herbe. Sur ces pâturages, il est toujours en mouvement. L’hippotrague noir broute surtout le matin de très bonne heure et vers le milieu de l'après-midi, avant de se retirer sous le couvert pour ruminer. Il peut aussi manger des feuillages d'arbustes et de buissons, surtout pendant la saison sèche, lorsque l'herbe est rare et de mauvaise qualité. Malgré ce régime chargé d'humidité, il doit boire tous les jours.

## Reproduction

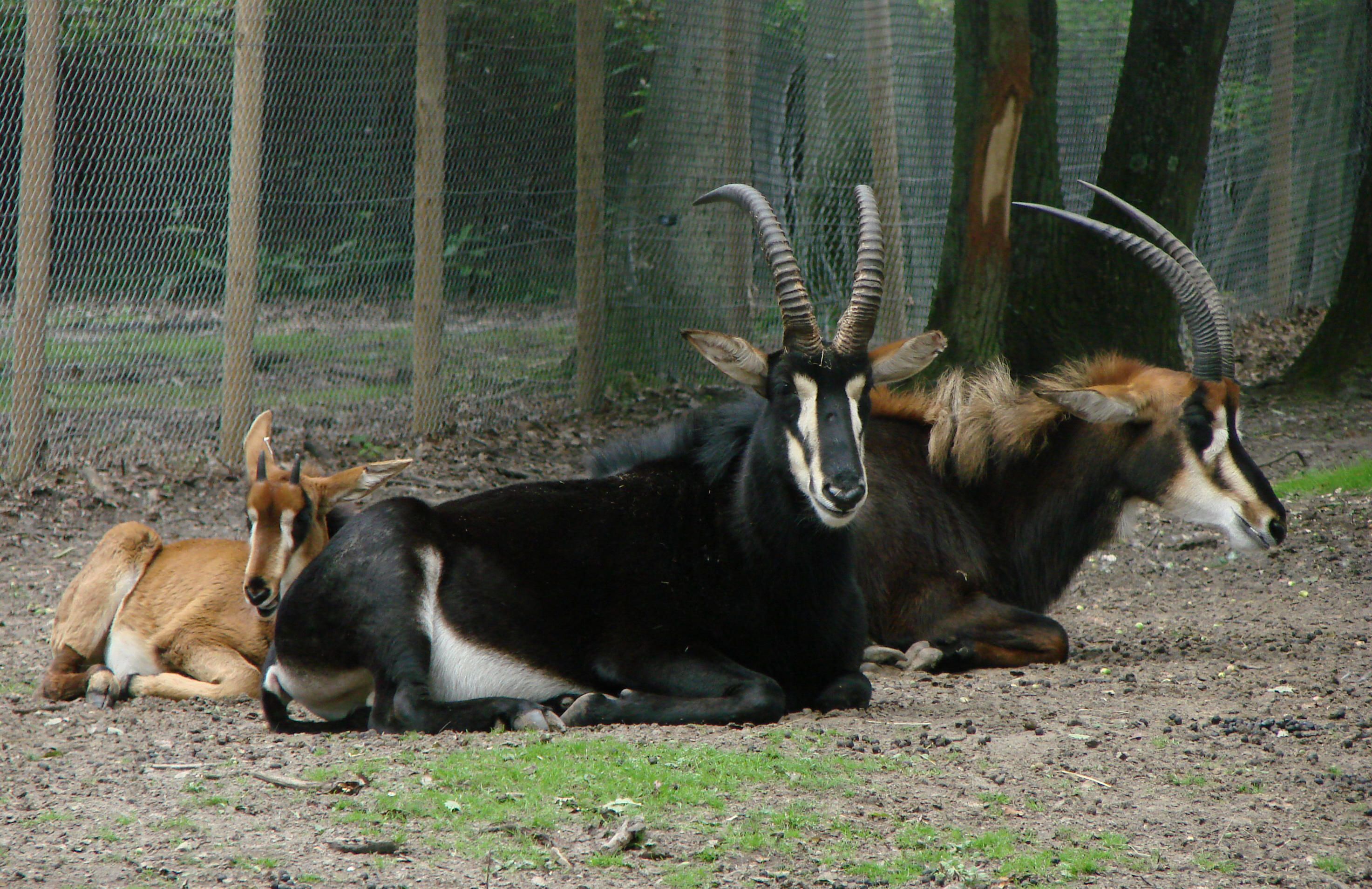
Adultes et jeune au Parc zoologique de Thoiry

L'hippotrague est vivipare. Il atteint sa maturité sexuelle vers 2 ans pour les femelles et 3 ans pour les mâles. Les femelles ne donnent naissance qu'à un seul petit après 270 jours de gestation, il vivra caché et à l'écart pendant quelque temps avant de rejoindre le troupeau familial, il sera sevré vers 8 mois.

## Prédation
Ses prédateurs sont les lions, mais aussi l'homme qui le chasse pour ses cornes, sa peau et sa viande. Si on les dérange, ces antilopes peuvent devenir très agressives, en particulier le mâle dominant, et n'hésitent pas à charger quiconque s'approche du groupe ou des jeunes. Elles peuvent être rapides en cas de nécessité et courir jusqu'à 56 km/h. Bien qu'il fuie le plus souvent devant le danger, l’hippotrague noir peut aussi faire face aux prédateurs et même attaquer des lions. Blessé ou acculé, il se défend avec ténacité, profite de sa dernière énergie et charge tête baissée, cornes pointées sur l'ennemi, en poussant des cris perçants.

## Longévité
En captivité, la longévité de l'hippotrague noir se situe entre 15 et 20 ans, un spécimen ayant atteint 22 ans et 3 mois,. Dans la nature, la longévité moyenne est a priori plus faible, du fait des prédateurs, des maladies, etc.

## Population
La population d'hippotragues noirs est stable, elle est estimée à 75 000 individus.

## L'hippotrague noir géant
Appelée en portugais Palanca Negra et emblème de l'Angola, cette sous-espèce ne se trouve nulle part ailleurs dans le monde. On n'en comptait plus que 2 500 individus dans les années 1960 ; et pendant la guerre civile qui a suivi l'indépendance de l'Angola, une très grande partie a été décimée. Depuis 1982, aucun hippotrague noir géant n'avait même été observé dans la forêt épaisse qui constitue son habitat, jusqu'au 26 février 2005, où une série de photos, prise par un appareil à déclenchement automatique, aurait révélé l'existence d'un groupe en bonne santé.
En 2007, la population totale d'hippotragues noirs géants est estimée être comprise entre 200 et 400 individus. En 2011, un programme de développement de l'espèce est mené dans le parc de Cangandala, plusieurs femelles et quelques mâles étant retenus dans des enclos de plusieurs milliers d'hectares.

## Galerie

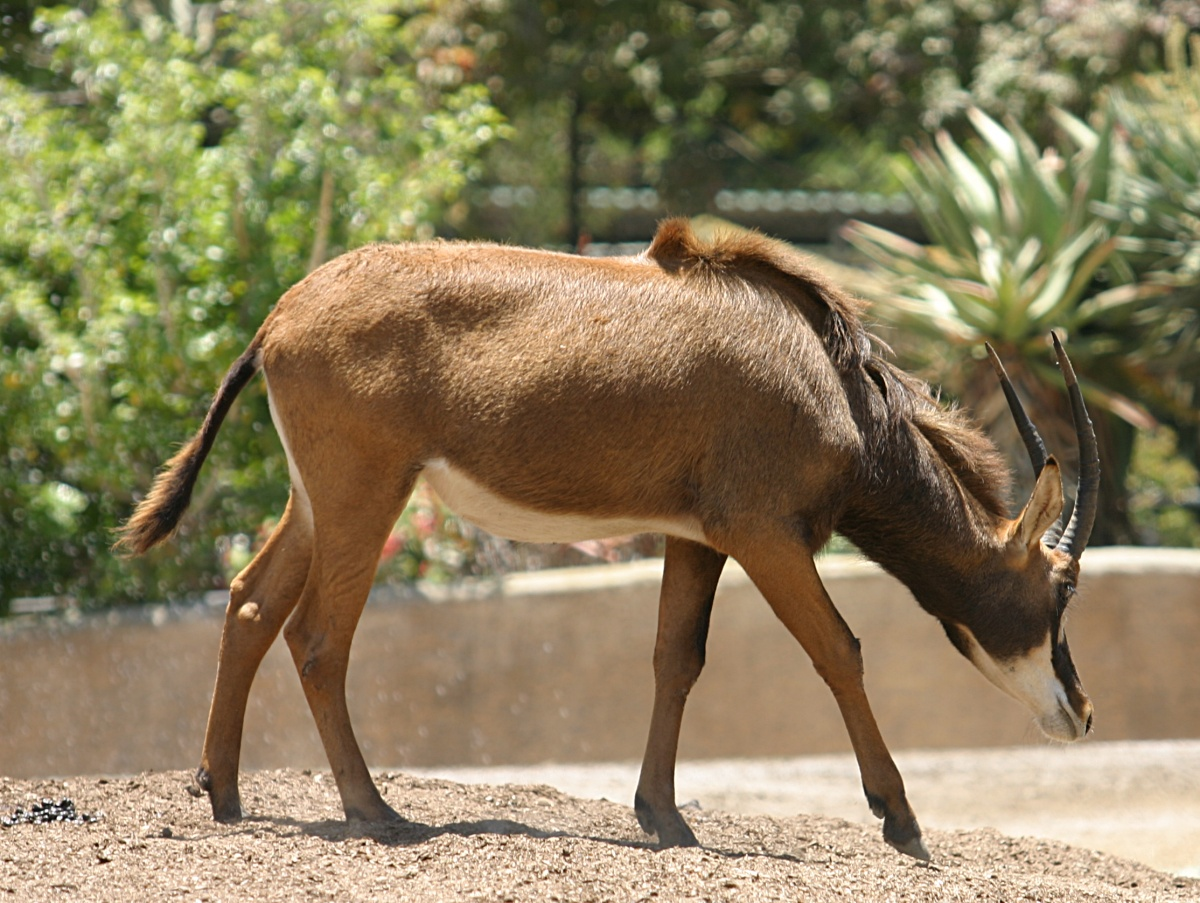
Femelle
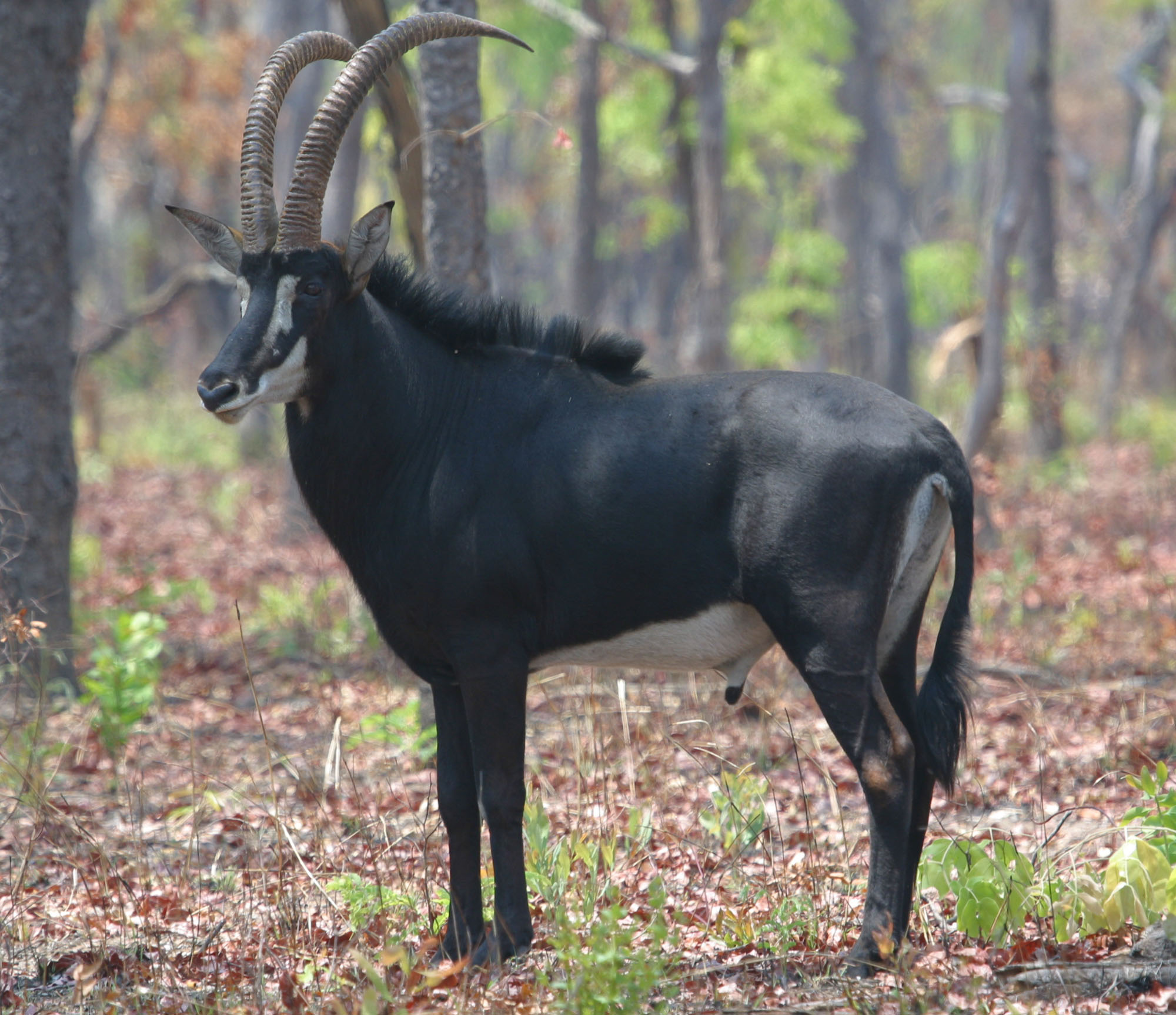
Mâle
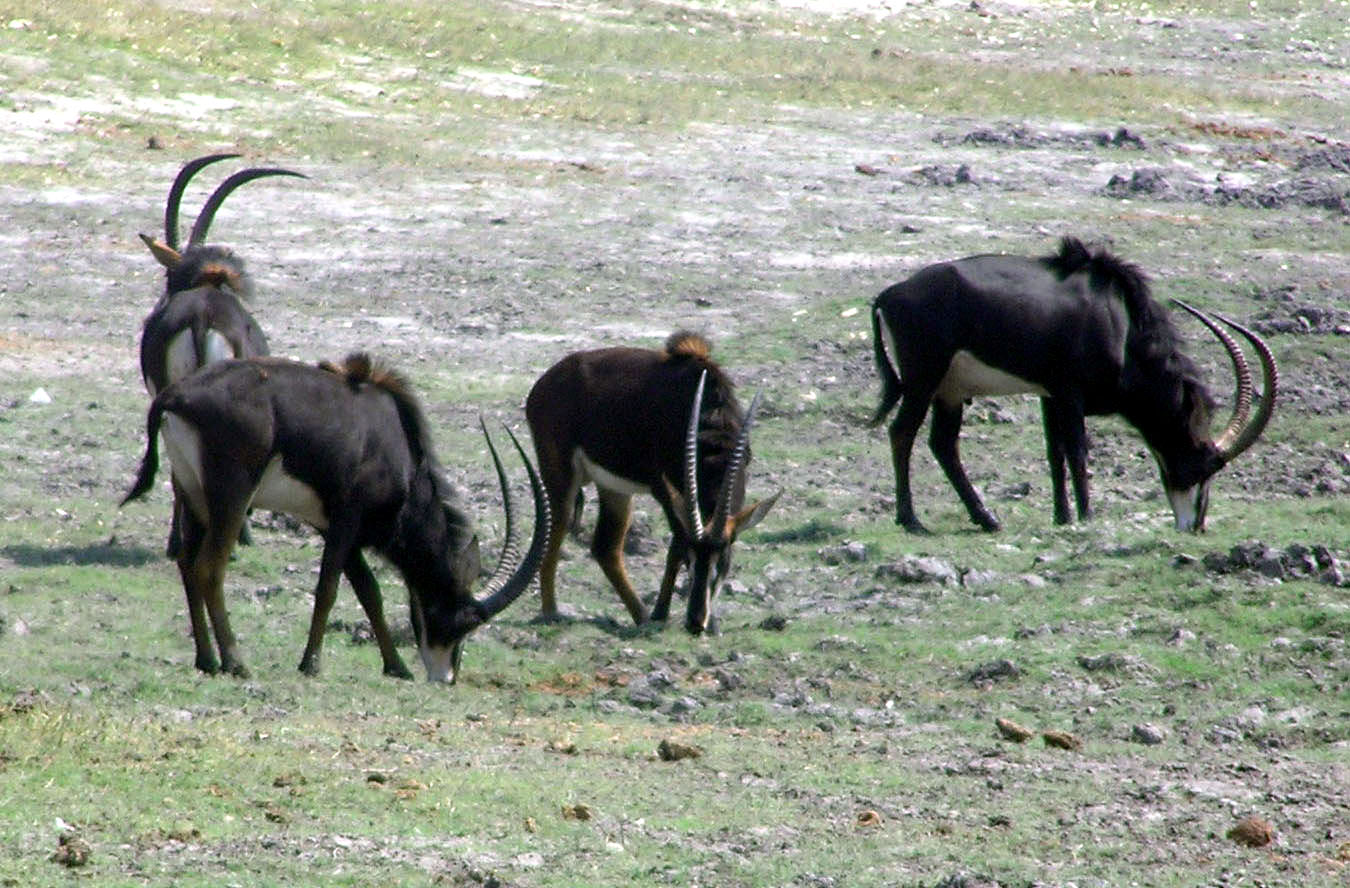
Mâles
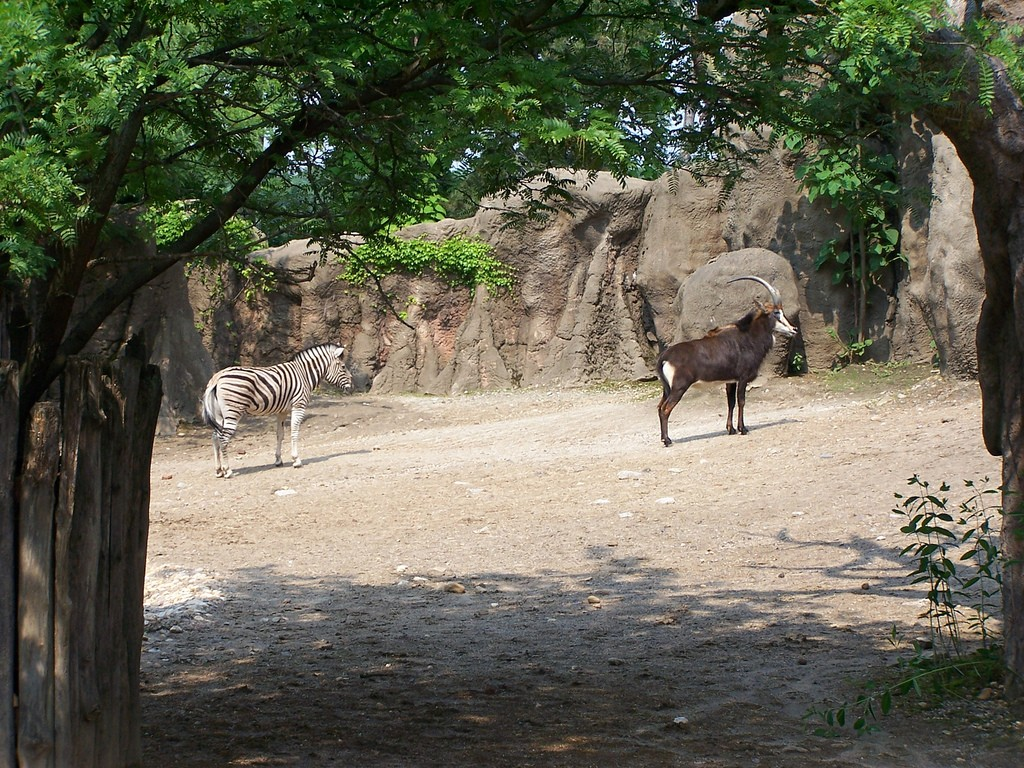
Hippotrague mâle et zèbre
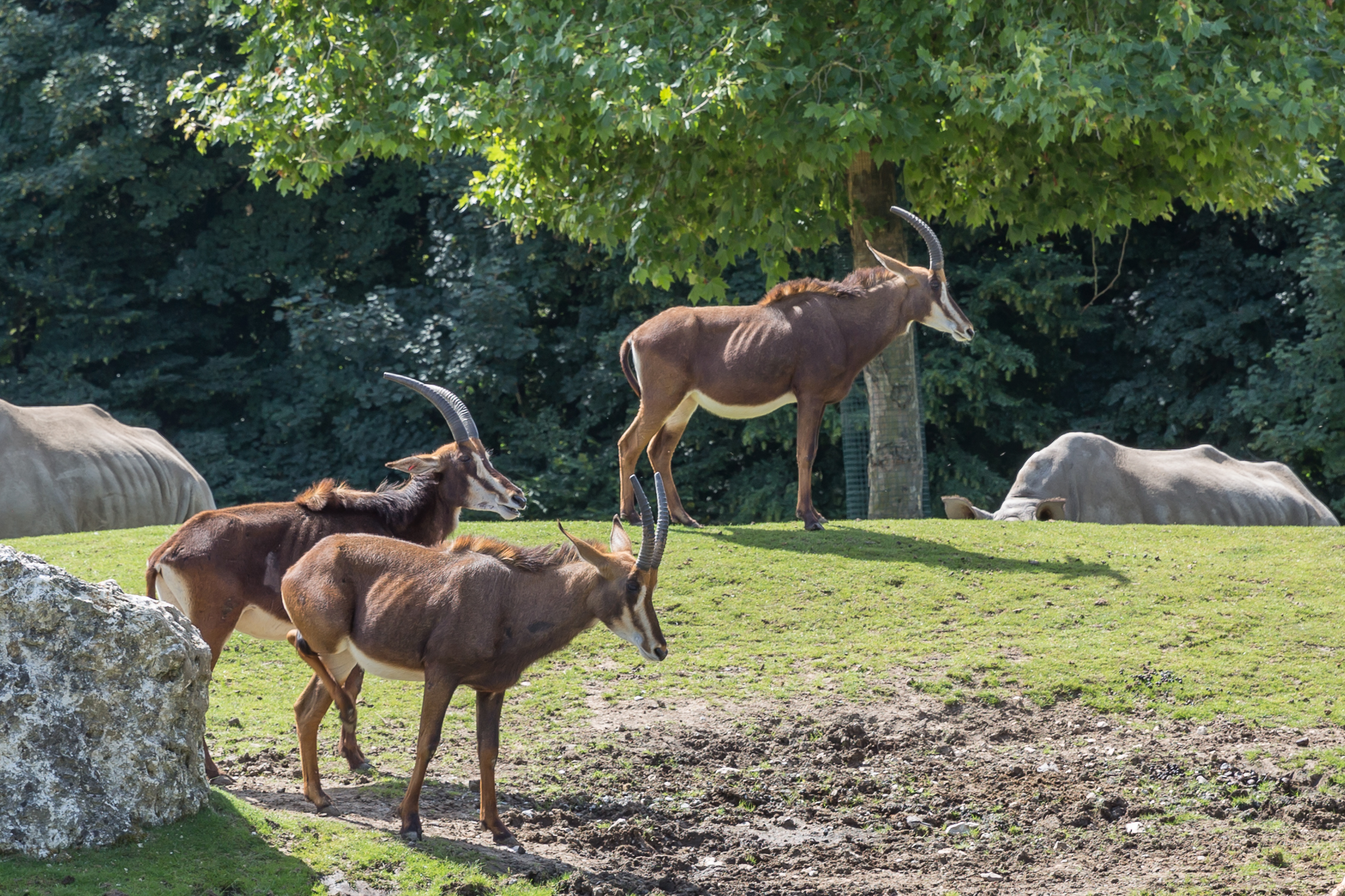
Hippotrague noir au ZooParc de Beauval à Saint-Aignan-sur-Cher, France.
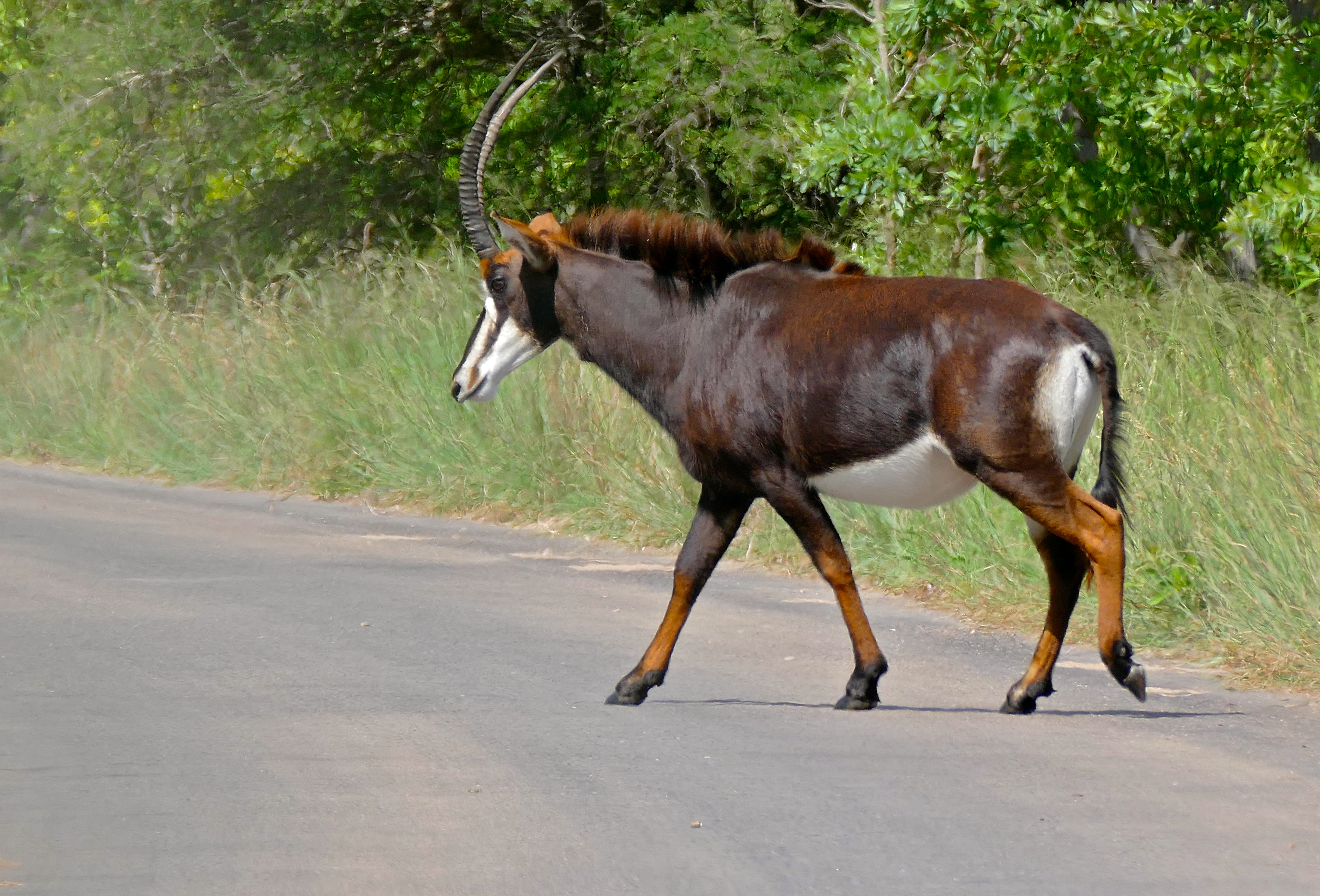
Femelle (Parc national Kruger, Afrique du Sud)
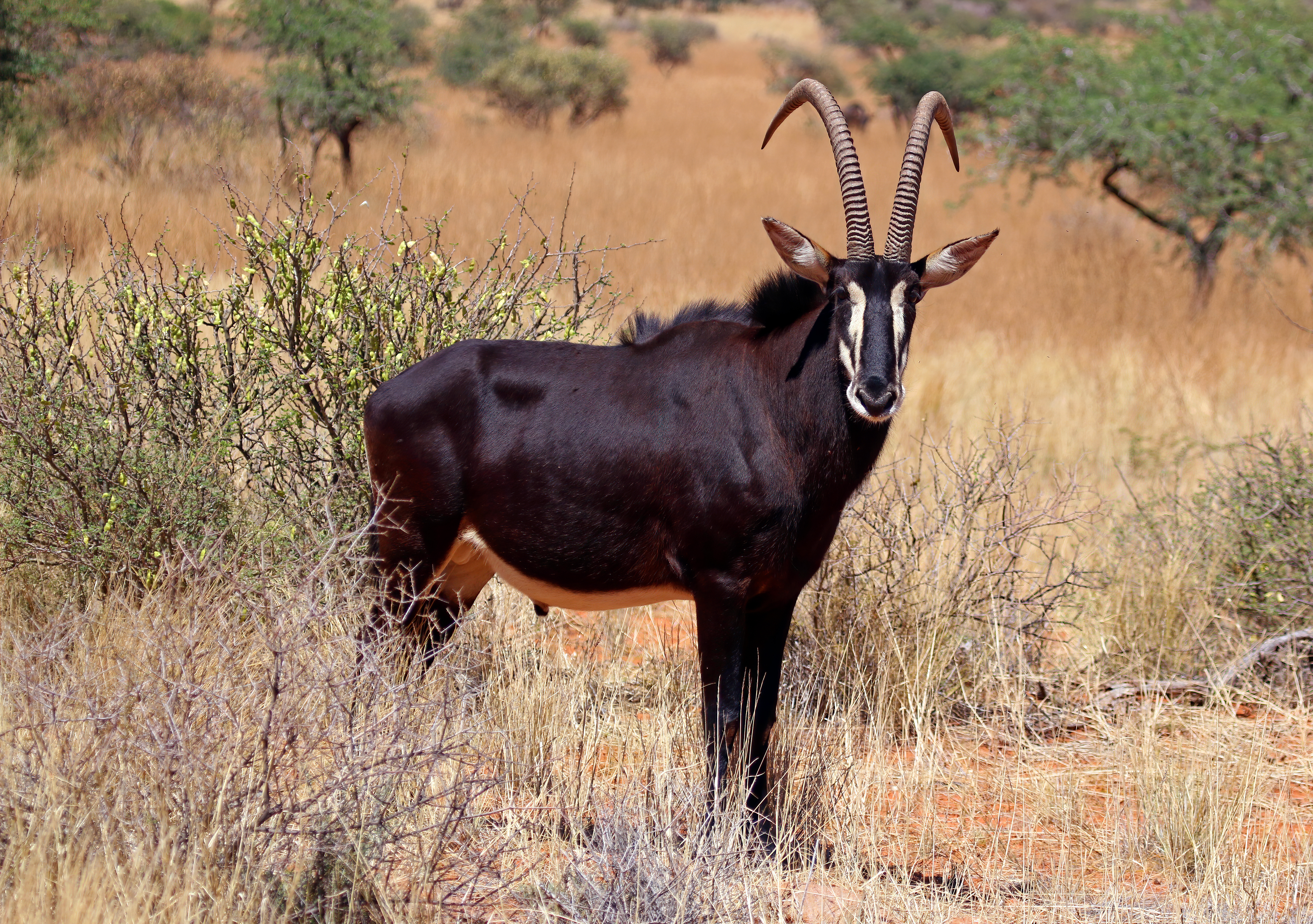
Adulte mâle hippotrague noir dans la réserve de Tswalu Kalahari, , Afrique du Sud